# Soupe de poireaux
 (novembre 2008).
Si vous disposez d'ouvrages ou d'articles de référence ou si vous connaissez des sites web de qualité traitant du thème abordé ici, merci de compléter l'article en donnant les références utiles à sa vérifiabilité et en les liant à la section « Notes et références ».
La soupe de poireaux (gallois : cawl cennin) est à base de poireaux, de pommes de terre, de bouillon, de crème épaisse, de sel, de poivre et de diverses épices. Les poireaux sont souvent sauvages et en raison de son bas prix, cette soupe est très populaire[réf. nécessaire].
La soupe de poireaux est traditionnellement associée au pays de Galles. C'est un plat important dans la cuisine galloise. En Roumanie, cette soupe populaire porte le nom de ciorbă de praz. Une variante de la soupe, mangée froide, est nommée vichyssoise.